# 马库斯·杜·索托伊
马库斯·杜·索托伊，OBE（英語：Marcus du Sautoy，/dʊˈsoʊtɔɪ/， ，1965年8月26日—），生于伦敦，英国数学家和科普专家，牛津大学的西蒙尼（Simonyi）公众理解科学教授（Public Understanding of Science）和牛津大学数学教授。曾為牛津万灵学院和瓦德漢學院的研究员，现在是牛津大学新学院的研究员。他还是英國數學協會的主席。 曾任EPSRC的高级媒体研究员和英国皇家学会大学研究员。他的主要专业领域是群论和数论。2008年10月，他被提名為西蒙尼公众理解科学教授，接任了理查德·道金斯的职务。

## 生平
杜·索托伊在泰晤士河畔亨利长大，就读于当地的Gillotts综合学校 、 King James学院(VI Form, 今為亨利學院) 和牛津大學瓦德漢學院并获得数学专业的一等荣誉，并继续攻读数学博士学位。现和他的妻子居住于伦敦且育有3个孩子，喜欢踢足球(No 17 for Recreativo Hackney FC)和吹小号。
2006年3月，他於線上雜誌《Seed》發表文章〈Prime Numbers Get Hitched〉（质数搭上了车）。  文中，他解释了銀河便車指南中提到的「数字42是生命、宇宙以及任何事情的終極答案」与黎曼ζ函數有关。他在科學雜誌《新科學人》上也发表过一篇相关文章。
2006年12月，杜·索托伊於英国皇家科学院圣诞讲座发表了题为〈The Num8er My5teries〉的演講。这是聖誕講座第三次以数学为主题（第一次是在1978年，該年講者為埃里克·克里斯托弗·齐曼。那時候杜·索托伊还只是一名学生听众）。2006年圣诞演讲的地点在作为工程与技术学会的总部的伦敦萨沃伊广场。
杜·索托伊是一个无神论者，他曾以西蒙尼公众理解科学教授的身份说过，他的焦點「大多集中于科学上而很少着眼于宗教」 可能因为他认为宗教的意义在于归属感，他曾经说过他的宗教就是兵工廠足球俱樂部。除此之外，杜·索托伊是Common Hope计划的支持者，该计划致力于帮助生活在危地马拉的人们.